# フランス軍の階級
フランス軍の階級はフランスの軍事組織において、その構成員の上下関係を明確にするために定められた序列である。

## 概要
フランス軍の階級が制度化されたのは、1834年5月19日陸軍士官及び海軍士官の身分に関する法律が制定されたことによる。これ以前は、士官の身分は司令官、艦長、隊長などの職で決まったため、編制替えで職を離れるとその身分も同時に失われた。階級制度で士官の身分と職が区別（任官補職）されることにより士官の身分が保障され、より柔軟な編成ができるようになった。なお、フランス軍の階級呼称は、その身分に相応しい職名に由来しているので、階級制度が始まる前から職名として使用されていた。
フランス元帥（Maréchal de France 及び Amiral de France）は、元帥という階級ではなく栄典 (dignité dans l'État) である。
公式には、フランス軍では少将が最高位の階級である。
大将や中将は士官の身分（官等）である階級 (grade) ではなく、少将に与えられる地位と称号 (rang et appellation) である。
今日の将官の階級呼称の和訳に於いては、概ね准将から大将と訳されるが、現在の訳となったのは第二次世界大戦後のことであり、それまでは海軍将官と同じである。また、小学館ロベール仏和大辞典の様に少将から上級大将とする等、表現に差異がみられる。
フランス軍の准尉 (Major) は英米式の階級で少佐 (Major) と同じ綴りであるが、フランス軍の少佐は "Commandant" である。
フランス軍の "Caporal" は、英語の "Corporal" にあたることから「伍長」と和訳されることがあるが、上等兵にあたる兵の階級である。とはいえ、明治初期に日本陸軍がフランス式の軍制を採用していたときは上等兵を置かずに伍長としていた。
公式には、フランス陸軍及びフランス空軍の一等兵は、階級ではなく等級 (distinction) である。

## 現在の階級
| NATO階級符号 (Code OTAN)      | フランス陸軍 (Armée de Terre)                 | フランス憲兵隊 (Gendarmerie nationale)        | フランス海軍 (Marine nationale)                       | フランス空軍 (Armée de l'air)                 |
| 士官 (OFFICIERS)              | 士官 (OFFICIERS)                              | 士官 (OFFICIERS)                              | 士官 (OFFICIERS)                                      | 士官 (OFFICIERS)                              |
| 将官 (Officiers généraux)     | 将官 (Officiers généraux)                     | 将官 (Officiers généraux)                     | 将官 (Officiers généraux)                             | 将官 (Officiers généraux)                     |
| ----------------------------- | --------------------------------------------- | --------------------------------------------- | ----------------------------------------------------- | --------------------------------------------- |
| OF-10 （元帥）                | フランス元帥（Maréchal de France）            | -                                             | フランス提督（Amiral de France）                      | -                                             |
| OF-9 （大将）                 | Général d'armée (軍陸将)                      | Général d'armée                               | Amiral (海軍大将)                                     | Général d'armée aérienne (軍空将)             |
| OF-8 （中将）                 | Général de corps d'armée (軍団陸将）          | Général de corps d'armée                      | Vice-amiral d'escadre （海軍上級中将）                | Général de corps aérien (軍団空将)            |
| OF-7 （少将）                 | Général de division (師団陸将)                | Général de division                           | Vice-amiral （海軍中将）                              | Général de division aérienne (師団空将)       |
| OF-6 （准将）                 | Général de brigade (旅団陸将)                 | Général de brigade                            | Contre-amiral （海軍少将）                            | Général de brigade aérienne (旅団空将)        |
| 佐官 (Officiers supérieurs)   |                                               |                                               |                                                       |                                               |
| OF-5 （大佐）                 | Colonel                                       | Colonel                                       | Capitaine de vaisseau                                 | Colonel                                       |
| OF-4 （中佐）                 | Lieutenant-colonel                            | Lieutenant-colonel                            | Capitaine de frégate                                  | Lieutenant-colonel                            |
| OF-3 （少佐）                 | Commandant                                    | Chef d'escadron                               | Capitaine de corvette                                 | Commandant                                    |
| 尉官 (Officiers sulbalternes) |                                               |                                               |                                                       |                                               |
| OF-2 （大尉）                 | Capitaine                                     | Capitaine                                     | Lieutenant de vaisseau                                | Capitaine                                     |
| OF-1 （中尉）                 | Lieutenant                                    | Lieutenant                                    | Enseigne de vaisseau (de 1ére Classe)                 | Lieutenant                                    |
| OF-1 （少尉）                 | Sous-lieutenant                               | Sous-lieutenant                               | Enseigne de vaisseau (de 2e Classe)                   | Sous-lieutenant                               |
| 見習士官                      |                                               |                                               |                                                       |                                               |
| OF(D)                         | Aspirant                                      | Aspirant                                      | Aspirant                                              | Aspirant                                      |
| 士官候補生                    |                                               |                                               |                                                       |                                               |
|                               | Élève-officier                                | Aspirant                                      | Élève-officier                                        | Élève-officier                                |
| その他の階級 (AUTRES GRADES)  |                                               |                                               |                                                       |                                               |
| 准士官 (Majors)               |                                               |                                               |                                                       |                                               |
| OR-9 （准尉）                 | Major                                         | Major                                         | Major                                                 | Major                                         |
|                               | 下士官 (Sous-officiers autres que les majors) | 下士官 (Sous-officiers autres que les majors) | 海軍下士官 (Officiers mariniers)                      | 下士官 (Sous-officiers autres que les majors) |
|                               |                                               |                                               | 上級海軍下士官 (Officiers mariniers supérieurs (OMS)) |                                               |
| OR-9                          | Adjudant chef （上級曹長または上級下副官）    | Adjudant chef                                 | Maître principal （兵曹長）                           | Adjudant chef                                 |
| OR-8                          | Adjudant （曹長または下副官）                 | Adjudant                                      | Premier maître （上等兵曹）                           | Adjudant                                      |
|                               |                                               |                                               | 下級海軍下士官 (Officiers-mariniers subalternes (OM)) |                                               |
| OR-7                          | Segent chef brevet 2e niveau （見習い曹長）   | Maréchal des logis chef de 1ère classe        | -                                                     | -                                             |
| OR-6                          | Sergent chef （上級軍曹）                     | Maréchal des logis chef                       | Maître （一等兵曹）                                   | Sergent chef                                  |
| OR-5                          | -                                             | Gendarme                                      | -                                                     | -                                             |
| OR-5                          | Sergent （軍曹）                              | -                                             | Second maître （二等兵曹）                            | Sergent                                       |
|                               | 契約下士官                                    |                                               |                                                       |                                               |
| OR-5                          | -                                             | Maréchal des logis                            | -                                                     | -                                             |
|                               | 下士官適任者                                  |                                               |                                                       |                                               |
| OR-4                          | -                                             | -                                             | Second maître qualifiable                             | -                                             |
|                               | 下士官候補生・練習生                          |                                               |                                                       |                                               |
| OR-4                          | Élève sous-officier                           | -                                             | Second maître maistrancier                            | -                                             |
|                               | 兵 (Militaires du rang)                       | 志願兵 (Volontaires)                          | 水兵 (Militaires du rang (équipage))                  | 兵 (Militaires du rang)                       |
| OR-4 （先任上級伍長）         | Caporal-chef de 1ère classe                   | -                                             | -                                                     | -                                             |
| OR-4 （兵長）                 | Caporal chef （上級伍長）                     | Brigadier-chef                                | Quartier maître (de 1ère classe)                      | Caporal chef                                  |
| OR-3 （上等兵）               | Caporal （伍長）                              | Brigadier                                     | Quartier maître (de 2e classe)                        | Caporal                                       |
| OR-2 （一等兵）               | Soldat de 1ère classe                         | Gendarme-adjoint de 1ère classe               | Matelot breveté                                       | Aviateur de 1ère classe                       |
| OR-1 （二等兵）               | Soldat de 2e classe                           | Gendarme-adjoint                              | Matelot                                               | Aviateur de 2e classe                         |

## 廃止された階級
- Brigadier des armées du roi:

陸軍旧准将。1667年にルーヴォア候ミシェル・ル・テリエが人材登用のために制定した陸軍将官の階級。1788年5月17日に廃止された。現在の准将は、その当時の少将、「Maréchal de camp」の呼称を1793年2月25日に改めたもので、1949年4月4日のNATO発足時のNATO階級符号のOF-6相当と定められた事にあたって日本語での呼称を少将から改められたもので全くの別物である。
- Colonel-général :

陸軍上級大将。アンシャン・レジーム期および第一次帝政時の各兵科の筆頭将官に与えられた称号。肩章の台地が兵科色となり、5つ星を付けていた。
- Général :

陸軍旧大将。4つ星の将官で、当時の中将-Lieutenant-Généralに与えられる地位と称号。中将を指揮官とする部隊複数から編成される遠征部隊司令官を務める。1793年2月25日にGénéral en chefに改称。軍団長たるGénéral de division（同年にLieutenant-Généralより改称）の地位と称号となる。1812年に廃止。その後復活するも、1848年2月18日に再び廃止された。4つ星の階級章は1921年3月17日にGénéral commandant de corps d'arméeのものとして使用され、同階級は1939年6月6日に現呼称に改称されて現在に至る。
- Général de division membre du conseil supérieur de la guerre :

最高戦争評議会のメンバーたる中将（当時）の称号。5つ星の将官。第一次世界大戦中、兵力規模が軍集団までに拡大したため、5つ星の階級章は1921年3月17日にGénéral commandant d' arméeのものとして使用され、後の1939年6月6日に現呼称に改称された。明治4年から19年に於ける旧日本陸軍の将官はこの制度を範にしているためか、大将は5つ、中将は3つ、そして少将は2つの星章を使用していた。
- Général commandant la place de Paris :

20世紀前半にパリ軍事総督たる陸軍中将 (général de division) に与えられた階級。6つ星()で元帥 (maréchaux) のすぐ下の階級。
- Amiral de la flotte :

1939年6月24日にフランソワ・ダルラン提督のために作られた、イギリスの対等の者への敬意を踏まえ外交上の観点で下位にならない肩書き。ダルランの最後の経歴となる階級で海軍元帥（英語で admiral of the fleet）と訳される。ダルランはこの肩書きと6つ星()を持った唯一の人物であった。
- Vice-Amiral chef d'état-major général de la marine :

海軍大将の旧呼称で1921年3月17日制定。1939年6月6日に現呼称に改称される。
- Vice-Amiral commandant d'escadre :

海軍上級中将の旧呼称で1921年3月17日に制定。1939年6月6日に現呼称に改称される。第二次世界大戦中までは、ジャンピエール・エステヴァ、ラウール・カステックス、ジャン・ド・ラボルド、エミール・デュプラ等の諸提督はこの上級中将を経ずに大将に昇進している。
- Sergent-major 及び Maréchal-des-logis-major :

これらの階級（曹長）は1972年の階級と等級の改正まで存在した。下副官 (Adjudant) の下、一等軍曹（Sergent chef 及び Maréchal-des-logis chef）の上の階級であった。
- Sergent appelé 、Maréchal-des-logis appelé 及び Second-maître appelé :

これらの階級（応召二等軍曹及び応召二等兵曹）は2001年の軍の職業化まで存在した。
- Quartier-maître de plus de 10 ans de service :

勤続十年を超える水兵長。